# حمزة بوراس
حمزة بوراس (مواليد 16 ديسمبر 1987 في الرويبة ) بحار جزائري.

## المسيرة الرياضية
فاز حمزة بوراس في بطولة إفريقيا RS: X بالميدالية الذهبية في عام 2014، وتأهل إلى الألعاب الأولمبية الصيفية لعام 2016 في ريو دي جانيرو بعد فوزه بالميدالية الذهبية في بطولة إفريقيا RS: X عام 2015. واحتل المركز 36 في منافسة RS: X ‏ للرجال في الألعاب الأولمبية الصيفية 2016. فازبالميدالية الذهبية في عام 2017  وفي عام 2019 في الجزائر العاصمة بمناسبة تصفيات الألعاب الأولمبية الصيفية 2020 في طوكيو. تنافس في RS: X [الإنجليزية] للرجال واحتل المرتبة 25.

### نتائج الألعاب الأولمبية الصيفية 2020
| الرياضي    | المنافسة               | السباق | السباق | السباق | السباق | السباق | السباق | السباق | السباق | السباق | السباق | السباق | السباق | السباق | صافي النقاط | الرتبة النهائية |
| الرياضي    | المنافسة               | 1      | 2      | 3      | 4      | 5      | 6      | 7      | 8      | 9      | 10     | 11     | 12     | م*     | صافي النقاط | الرتبة النهائية |
| ---------- | ---------------------- | ------ | ------ | ------ | ------ | ------ | ------ | ------ | ------ | ------ | ------ | ------ | ------ | ------ | ----------- | --------------- |
| حمزة بوراس | رجال RS:X [الإنجليزية] | 21     | 23     | 24     | 25     | 26DNF  | 18     | 25     | 24     | 25     | 25     | 25     | 25     | EL     | 260         | 25              |

## روابط خارجية
- حمزة بوراس على موقع الاتحاد الدولي للملاحة الشراعية (موقع جديد) (الإنجليزية)
- حمزة بوراس على موقع الاتحاد الدولي للملاحة الشراعية (موقع قديم) (الإنجليزية)
- حمزة بوراس على موقع اللجنة الأولمبية الدولية (الإنجليزية)
- حمزة بوراس على موقع أوليمبيديا (الإنجليزية)